# 袋貂總科
袋貂總科（學名：Phalangeroidea）為雙門齒目袋貂亞目下的一科，現生種包含袋貂科及侏袋貂科二科。

## 分類
袋貂總科下分四科，其中二科已滅絕：
- 侏袋貂科 Burramyidae
- 袋貂科 Phalangeridae
- †Ektopodontidae
- †Miralinidae